# Hirics
Hirics ist eine ungarische Gemeinde im Kreis Sellye im Komitat Baranya. Sie liegt 13 Kilometer südöstlich von Sellye und sieben Kilometer nördlich der Grenze zu Kroatien.

## Sehenswürdigkeiten
- Reformierte Kirche, erbaut 1849

## Verkehr
Hirics ist nur über die Nebenstraße Nr. 58134 zu erreichen. Der nächstgelegene Bahnhof befindet sich in Sellye.